# 弄莫湖
24°00′11″N 97°50′21″E / 24.00306°N 97.83917°E

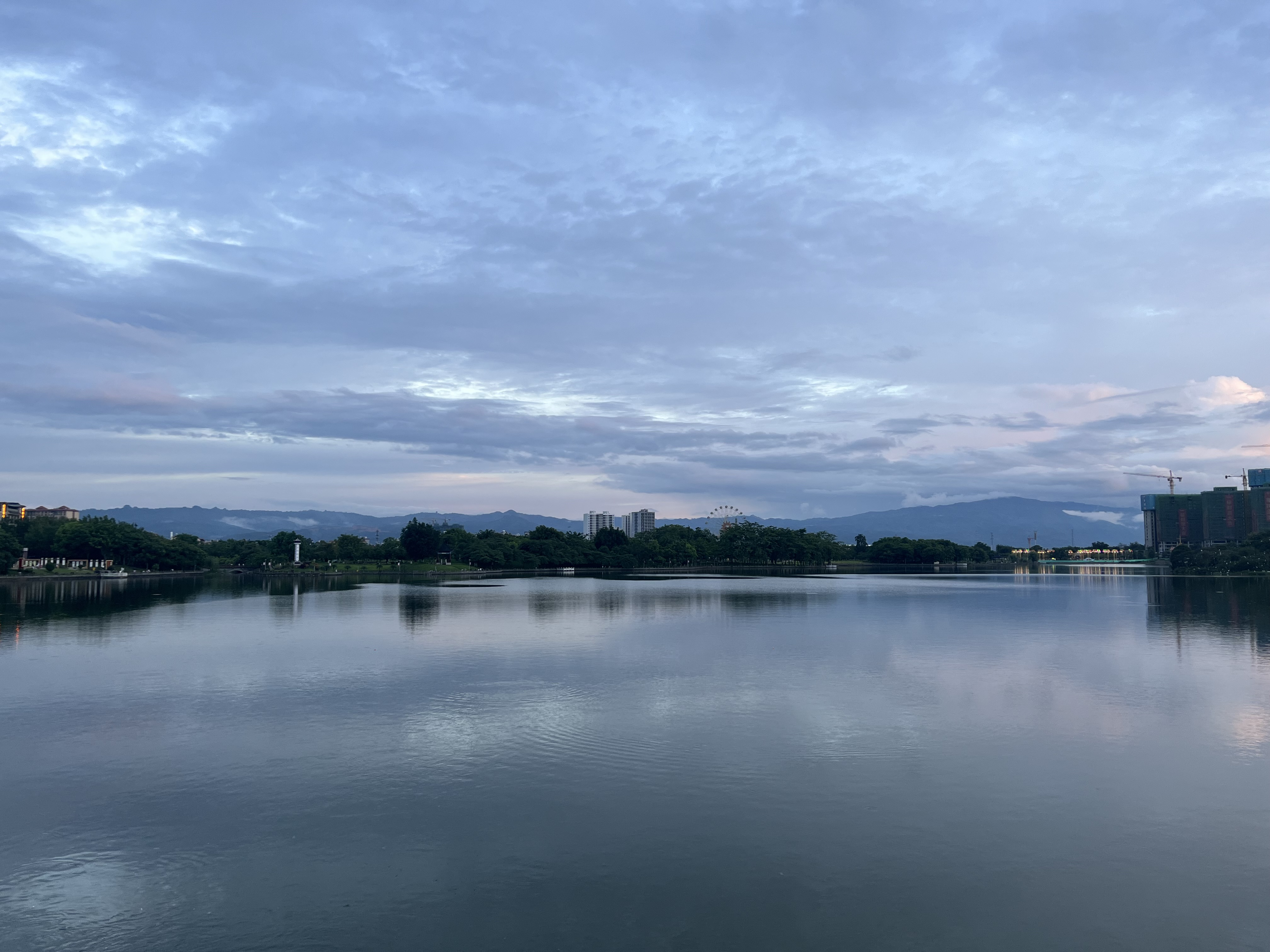
弄莫湖湖景

弄莫湖（意为“磨盘湖”:113），又名飞海水塘，位于云南省德宏傣族景颇族自治州瑞丽市西郊，是瑞丽江改道形成的牛轭湖。20世纪80年代时有水面积1,000亩（约合0.7平方千米），后湖面逐渐缩小，仅剩520亩（约合0.35平方千米）。弄莫湖最深处4米，平均深度3米，蓄水72万立方米，水面海拔768米，南管河、贺南毛河注入湖内，东南有一出水口，流入团结大沟:125。2010年11月动工建设弄莫湖公园，2014年建成，占地面积1,045亩。